# Monts Métallifères (Europe centrale)
Pour les articles homonymes, voir Monts Métallifères.
Les monts Métallifères (en allemand Erzgebirge [ˈeːɐ̯tsɡəˌbɪʁɡə] ; en tchèque Krušné hory [ˈkruʃnɛː ˈhorɪ]) sont une chaîne de moyennes montagnes d'Allemagne et de Tchéquie. La crête principale constitue la frontière naturelle entre le land de Saxe et la région historique de Bohême. Le Klínovec, de 1 244 m d'altitude, et le Fichtelberg avec ses 1 214 m, sont les points culminants du massif.
Depuis le début de la colonisation au Moyen Âge, la montagne a été sculptée par l'intervention humaine, notamment par l'industrie minière qui a donné naissance à un paysage culturel extraordinaire, classé en 2019 au patrimoine mondial de l'UNESCO. Aujourd'hui, une grande partie des monts Métallifères fait partie d'une aire protégée. La région est un espace de randonnée apprécié ; dans les hauteurs, les sports d'hiver peuvent être pratiqués.

## Toponymie
Les premières mentions écrites des monts Métallifères remontent au XIIe siècle ; à l'époque encore sous le nom saltus Bohemicus, « forêt de Bohême », aujourd'hui appliqué à la partie sud-ouest du massif de Bohême. Le nom actuel est dérivé de la richesse en ressources minérales.

## Géographie

### Topographie

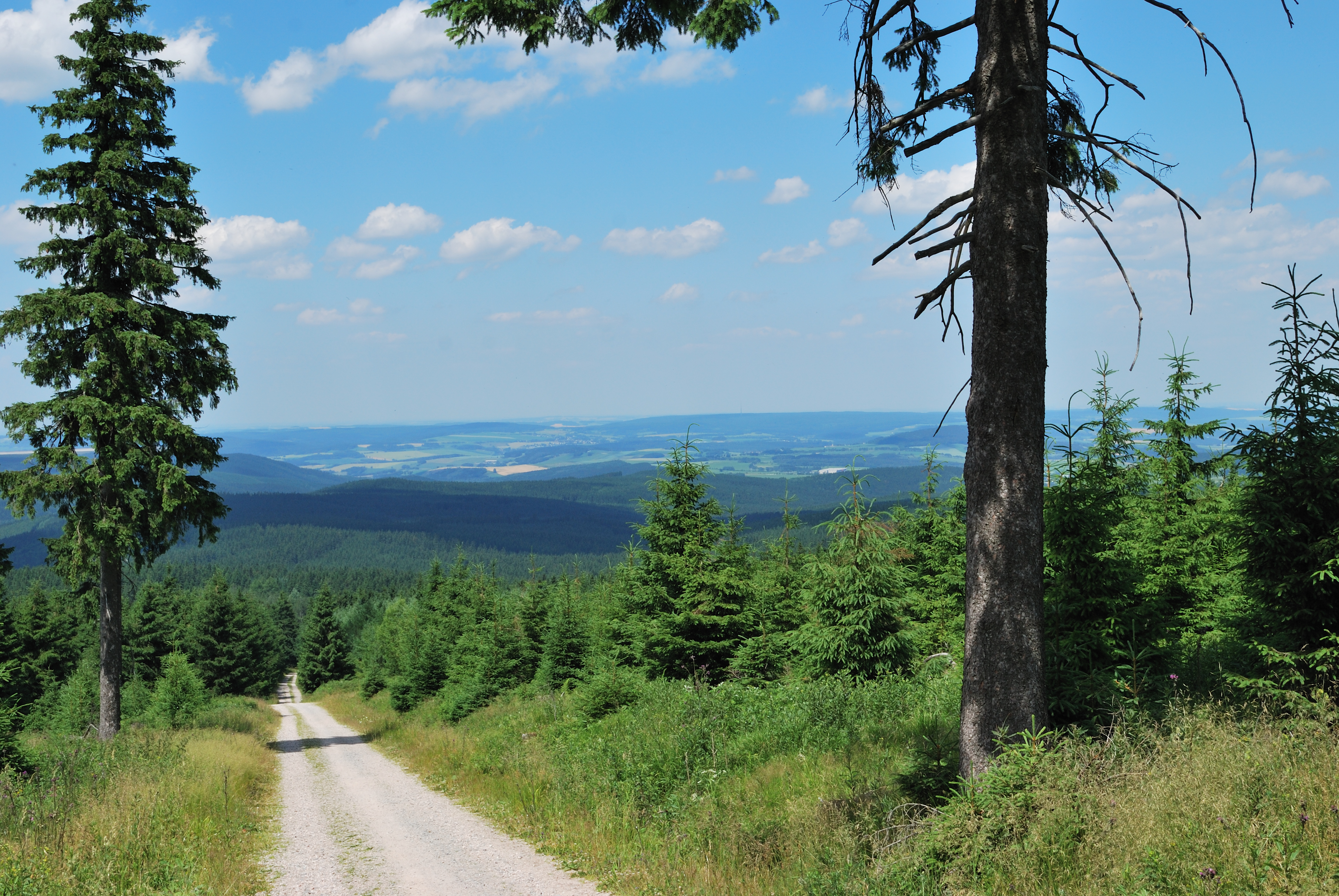
Vue depuis le sommet du Fichtelberg vers le nord.

Ce massif doit son nom aux nombreux gisements de minerais (argent, étain, cobalt, nickel, mercure et fer) disséminés dans son sous-sol. Ces richesses ont permis à plusieurs petites villes, telles Zwickau, Annaberg-Buchholz et Schneeberg, de se développer. Des lacs de retenue, des paysages ouverts et verdoyants, des forêts parcourues par des sentiers et des villages de villégiature contribuent à rendre la région particulièrement accueillante.
Les monts Métallifères forment sur 150 kilomètres la frontière entre Allemagne et Tchéquie. La chaîne s'étend de la frontière occidentale de la Saxe jusqu'à la vallée de l'Elbe. C'est dans sa partie occidentale que se trouvent les points culminants, du côté tchèque le Klínovec (1 244 m) et du côté allemand le Fichtelberg (1 214 m). À l’ouest, le massif se prolonge par les Fichtelgebirge bavarois, beaucoup moins élevés. À l’est, les montagnes de grès d’Elbe sur les deux rives du fleuve Elbe peuvent être considérées comme le prolongement le plus oriental des monts Métallifères. La chaîne présente une pente progressive sur le versant nord, vers l’Allemagne, où les villes de Zwickau et de Chemnitz sont situées sur les collines, mais la pente méridionale est beaucoup plus escarpée.

### Géologie

#### Contexte tectonique

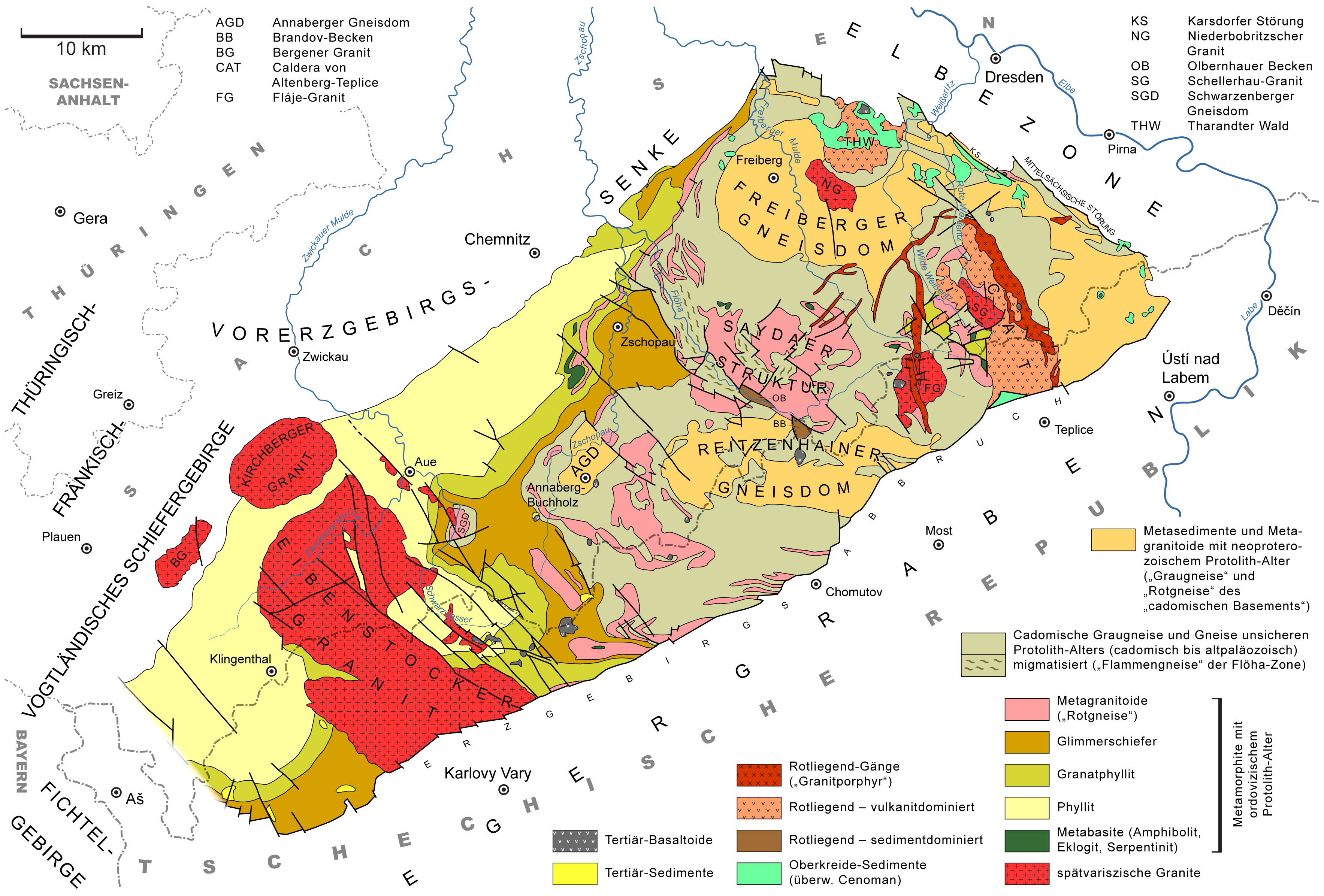
Carte géologique des monts Métallifères.

Les monts Métallifères forment un bloc tectonique asymétrique, dont la roche-mère est un socle hercynien essentiellement métamorphique. Avec les monts du Fichtel, le plateau de Münchberg, le massif schisteux de Thuringe-Franconie et les monts granulitiques de Saxe, ils se rattachent au massif ancien de Thuringe-Franconie, qui constitue la crête nord-ouest du massif de Bohême. Au sein du grand plissement hercynien et des vallonnements de Thuringe-Franconie, les monts Métallifères forment avec les monts du Fichtel un anticlinorium dont l'axe s'incline au sud-ouest. C'est ainsi que le nord-est des monts Métallifères empiète sur les couches tectoniques profondes, anciennes, et que leur pointe sud-est est recouverte par des couches tectoniques plus récentes. Les monts Métallifères sont entrecoupés par deux zones de cisaillement apparues au Mésozoïque : les failles de Gera-Joachimsthal et de Flöha.
Les monts Métallifères marquent au nord-est une frontière abrupte avec le graben de l'Eger et la faille de Karsdorf, la pointe sud-ouest de la vallée de l'Elbe, le massif gréseux de l'Elbe et le massif schisteux de Nossen-Wilsdruffer. Là, avec le bassin houiller de Döhlen et les carrières de craie de l'Elbe, des affleurements du Paléozoïque supérieur et du Mésozoïque recouvrent les contreforts des monts Métallifères. La quasi-totalité des contreforts nord-ouest sont eux aussi recouverts par des sédiments du Paléozoïque supérieur, vestiges du comblement d’un bassin sédimentaire : le substrat cristallin des monts Métallifères. À l'ouest, les monts Métallifères se prolongent par le relief peu métamorphisé des schistes de Thuringe-Franconie, et au sud-ouest par les monts du Fichtel (ces chaînes de transition ne sont plus aujourd'hui rattachées aux monts Métallifères, mais au Vogtland, et plus précisément aux monts de l'Elster).

#### Histoire géologique
Les monts Métallifères sont le produit de deux orogenèses successives : la surrection hercynienne au Paléozoïque supérieur a engendré le socle cristallin, qui constitue la plus grande partie du substratum de ce massif, et la surrection alpine, à l’ère tertiaire, lui a donné son relief fragmenté en blocs tectoniques ; mais l’histoire des plus anciennes roches des monts Métallifères remonte en réalité à plus de 570 millions d'années, au Néoprotérozoïque tardif (Édiacarien).

##### Phase primitive, ou cadomienne
Environ 750 millions d'années BP, le supercontinent Rodinia, qui constituait la plus grande masse des terres émergées, commença à se fragmenter, donnant naissance, entre 650 et 530 millions d'années BP, au paléo-continent du Gondwana, dont furent issus ensuite les préfigurateurs de l’actuelle croûte continentale Afrique-Arabie, de l’Amérique du Sud, de l’Antarctique, de l’Australie et de l’Inde, ainsi que des continents septentrionaux de Laurentia (paléo-Amérique du Nord), de Baltica (paléo-Europe) et du craton sibérien.
Environ 570 millions d'années BP, le craton d'Afrique de l'Ouest était cerné d'un arc insulaire. Sur les contreforts sous-marins de cet arc insulaire (bassin d'arrière-arc), des grauwackes et des sédiments d'origine volcanique (pyroclastiques) se sont déposés. Il y a 540 millions d'années, à la transition du Néoprotérozoïque au Cambrien, ce bassin d'arrière-arc est entré en collision avec le Gondwana, et ces sédiments ont été comprimés. Presque immédiatement, la roche a subi l’intrusion de  granitoïdes. Ces épisodes sont désignés comme l’orogenèse cadomienne. Ils sont à l'origine du « socle cadomien » des monts Métallifères et des massifs voisins de la croûte continentale de la périphérie du Gondwana, qui au cours du Paléozoïque ont formé (par accrétion) le socle de la paléo-Europe.
Les monts Métallifères forment une partie du socle saxo-thuringien, subdivision géologique de l’actuelle Europe centrale, rattachée du point de vue paléogéographique à un segment cadomien pré-deformé, dit péri-gondwanien, de la croûte terrestre (terrane) appelée Armorica (Cadomia).

##### Phases pré-hercynienne et hercynienne (bas-ordovicien–bas-carbonifère)
Au début de l’ère paléozoïque, l’Armorica-Cadomia oocupait les hautes latitudes de l’hémisphère sud – à des milliers de kilomètres de sa position actuelle.
Environ 500 millions d'années BP, à la transition du Cambrien à l’Ordovicien, la croûte terrestre a été étirée au point de rejoindre le socle saxo-thuringien, créant un fossé d'effondrement et à terme l'absorption du sous-continent d’Avalonia. L'intervalle apparu entre Avalonia et Gondwana était l'amorce de l’océan Rhéique. Cette phase d'effondrement s'est accompagnée d'un magmatisme intense, avec formation de granites et de rhyolithes. Au terme de cette phase, au Bas-ordovicien tardif, la région était un plateau continental en cours de submersion. Cet épisode, qui s'est poursuivi jusqu'au Silurien, est marqué par l'érosion des sédiments marins argilo-sableux puis calcaires. Les comparaisons géochimiques des sédiments et méta-sédiments du socle saxo-thuringien a montré que les étages ordoviciens du coteau oriental du col de Schwarzbourg, en Thuringe, se retrouvent dans différentes unités métamorphiques du coteau occidental. C'est là un indice significatif en faveur de leur étroite unité paléogéographique, comme produits d'érosion de la plate-forme saxo-thuringienne.
Au Dévonien, l’océan Rhéique commençait à se refermer, repoussant le flanc sud, et notamment Armorica, sur le flanc septentrional du Gondwana. Au nord, l’océan Rhéique était bordé par le continent de Laurussia, agrégat des continents d'Avalonia, de Laurentia et de Baltica (cf. orogenèse calédonienne). Vers la fin du Dévonien, le Gondwana et Laurussia se sont réunis à quelques degrés sous l'équateur, parachevant l'épisode hercynien.
La subduction de l’océan Rhéique lors de la collision des blocs continentaux a fait disparaître des plateaux continentaux d'Armorica sous ceux de la Laurussia. Les roches de ces plateaux ont d'abord été transportées en profondeur, puis, au gré des épisodes de la collision continentale, transportées derechef sur les plateaux émergés du nouveau continent. La présence de micro-diamants dans les environs du barrage de Saidenbach, à l'ouest des monts Métallifères, indique que ces roches ont été transportées dans le manteau terrestre, jusqu'à une profondeur de 150 km. Ces phases de transport se sont succédé rapidement, et les roches se sont refroidies vite après l'orogenèse. Une datation radiométrique des roches présentes à travers l'ensemble des monts Métallifères détermine une formation vers 340 millions d'années (Viséen).
Plusieurs roches des monts Métallifères se sont métamorphisées et leurs litages plus ou moins fortement faillés au cours de l'Hercynien. Ainsi, des plateaux longs de plusieurs dizaines de kilomètres ont été comprimés pour n'occuper plus que quelques kilomètres. Les exfoliations encore intactes de la croûte océanique ont été piégées dans le prisme d'accrétion paléozoïque. Les grauwackes, pyroclastites et granitoïdes du socle cadomien ont donné naissance au gneiss gris de l'est des monts Métallifères (les grauwackes ont été transformées en paragneiss et les granitoïdes en orthogneiss) ; les granites et rhyolithes du rift cambrien-ordovicien ont donné le gneiss rouge de l'ouest des monts Métallifères, bien que quelques produits d'érosion du gneiss rouge (gneiss de Reitzenhain) puissent être d'origine cadomienne. Les sédiments marins paléozoïques ont donné, selon la profondeur, des phyllites, phyllites à grenats, micaschistes ou des paragneiss, les poches des roches marines en amphibolites ou éclogites. La particularité de l'orogenèse hercynienne, dans les monts Métallifères, est que le substrat cadomien de Lusace (rattaché au substratum saxo-thuringien) à l'est de l'Elbe, n'ont pas subi de métamorphisme, tout comme les sédiments paléozoïques anciens  de l'ouest des monts Métallifères, les basaltoïdes et rhyolithoïdes du massif schisteux de Thuringe-Franconie.

##### Phase post-hercynienne (Carbonifère supérieur et Permien)
L'ultime phase de la surrection hercynienne est intervenue entre 327 et 318 millions d'années avec l'intrusion des grands complexes granitiques d'Eibenstock-Nejdek et de Kirchberg. L'est des monts Métallifères a été le siège d'un volcanisme explosif, dont les rejets rhyolithico-plutoniques ne subsistent que dans les caldeiras d’Altenberg-Teplice et de Tharandt. Ces deux sites ont un diamètre de plus de 10 km.
C'est au début de la surrection des monts Métallifères, au Carbonifère supérieur, que ces roches volcaniques ont été érodées et enfouies. Les produits d'érosion, désignés comme molasse, ont sédimenté dans les dépressions du relief, telles le bassin de Chemnitz et ou le bassin de Döhlen, qui se trouvent aujourd'hui au nord des monts Métallifères. On retrouve une molasse de même âge (du Carbonifère supérieur au Permien moyen) dans d'autres régions d'Europe centrale. On peut les décrire comme du grès vosgien (bien que la sédimentation des molasses fût amorcée dès le Carbonifère supérieur tardif). Les seuls dépôts de molasse significatifs des monts Métallifères proprement dits sont les coulées relativement modestes d’Olbernhau et de Brandov, longues de 4 km2 (en partis ensevelies sous des sédiments quaternaires). Toutes ces dépressions recèlent des veines de houille, dont l'importance économique est désormais révolue. Vers la fin de la surrection et l'extinction du volcanisme, la chaîne primitive des monts Métallifères a été arasée jusqu'aux ondulations des ballons du Permien. Elle se trouvait alors à quelques degrés au-dessus de l'équateur, occupant le centre de la moitié ouest du supercontinent Pangée.

##### Phase alpine

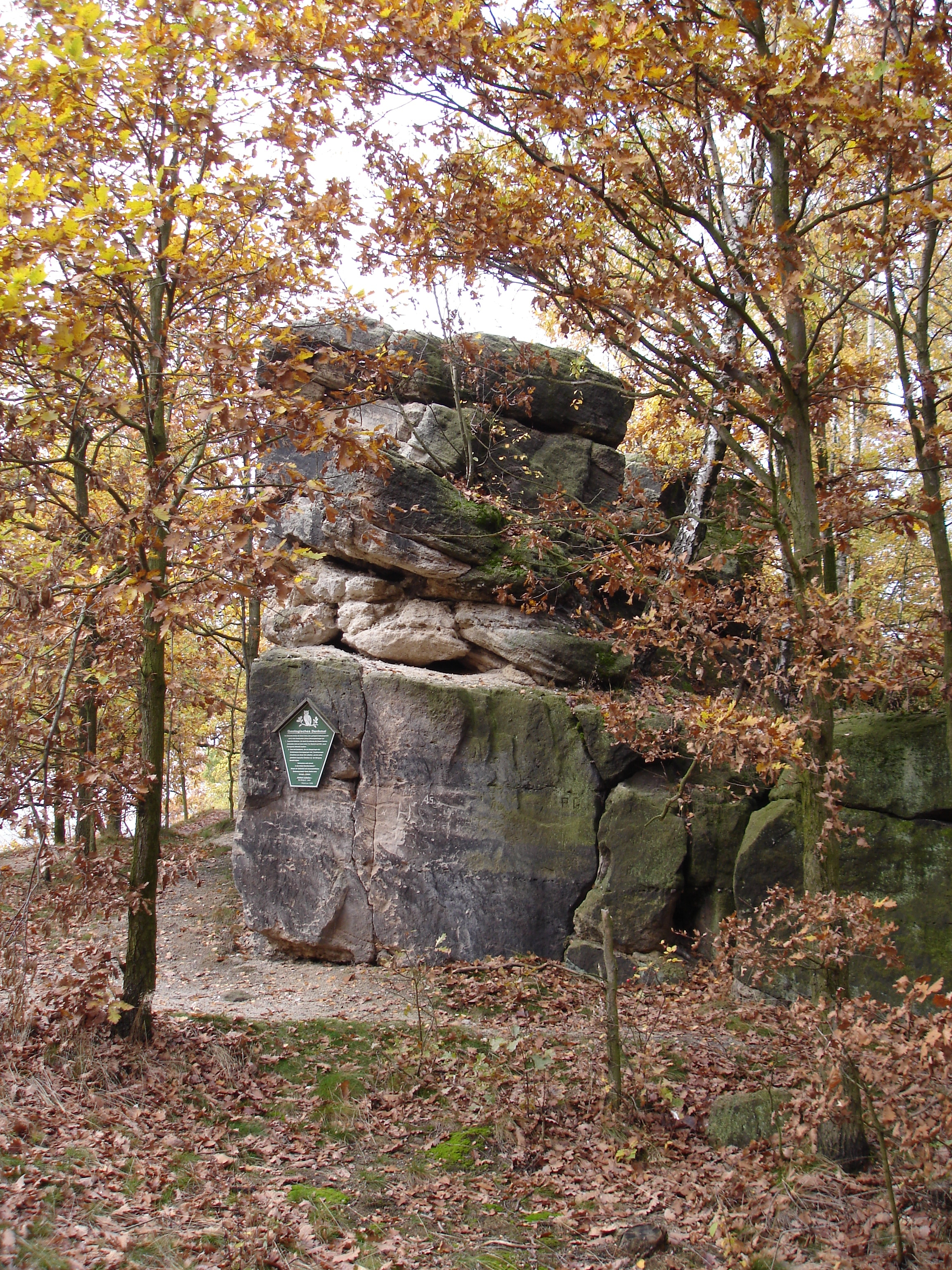
Affleurement de grès du Crétacé supérieur précoce (Cénomanien) en forêt de Götzenbusch près d'Oelsa, sur les coteaux septentrionaux des monts Métallifères.

Vers la fin du Permien, la Pangée commença à se morceller. Le golfe de la Téthys qui éventrait la Pangée par l'est continuait de s'ouvrir et, débouchant à l'ouest, sépara la moitié nord du supercontinent (Laurasia) de la moitié sud (Gondwana). La terrane qui se trouvait naguère au large du Gondwana et, par là-même, des coteaux saxothuringiens, se trouva rattachée au continent nord.
Au Cénomanien, début du Crétacé supérieur, il se produisit une hausse du niveau des mers. À cette époque, les monts Métallifères formaient une côte de l'île qu'était encore l'Europe centrale (île Rhin-Bohême). Cette île s'était formée au cours du Crétacé inférieur (Aptien et Albien) avec la hausse des mers et, avec une longueur de 800 km, elle constituait l'une des chaînes les plus importantes de la moitié européenne de la Laurasia. Elle coupait les rivières boréales du Crétacé germanique de la mer bordière subtropicale de la Téthys occidentale. Au large, à l'ouest, se trouvait l'île des Sudètes occidentales, qui recouvrait une partie de l'actuelle Lusace. Le détroit les séparant courait selon un axe NW-SE et reliait le bassin crétacé germanique au bassin crétacé de Bohême. Dans un premier temps, ce bras fut une plaine émergée : on ne retrouve aucun sédiment du Cenomien inférieur et les sédiments sableux et conglomérats du Cénomien moyen sont essentiellement terrestres (alluvions du bassin hydrographique de la Basse-Schöna). Avec la poursuite de la montée des mers, ce plateau a été immergé et délavé par la sédimentation, ce qui explique pourquoi l'on retrouve à Dresde, alors séparée du continent, des sables, limons et sédiments fortement carbonatés (faciès marneux),. Entre Pirna et Děčín, des sables continuaient de se déposer. Ils sont majoritairement confinés au massif gréseux de l'Elbe et forment une série stratigraphique du haut Cénomanien au Coniacien inférieur. On retrouve des grès de l'Elbe à l'est des monts Métallifères, mais seulement les grès les plus anciens, ceux du Cénomanien moyen (formation de Niederschöna), notamment en forêt de Tharandt, à travers la prairie de Dippoldiswalde et sur le versant tchèque des monts Métallifères, au sud de Petrovice (à une altitude d'environ 650 m). Les grès du haut Cénomanien (formation d'Oberhäslich) sont plus rares.

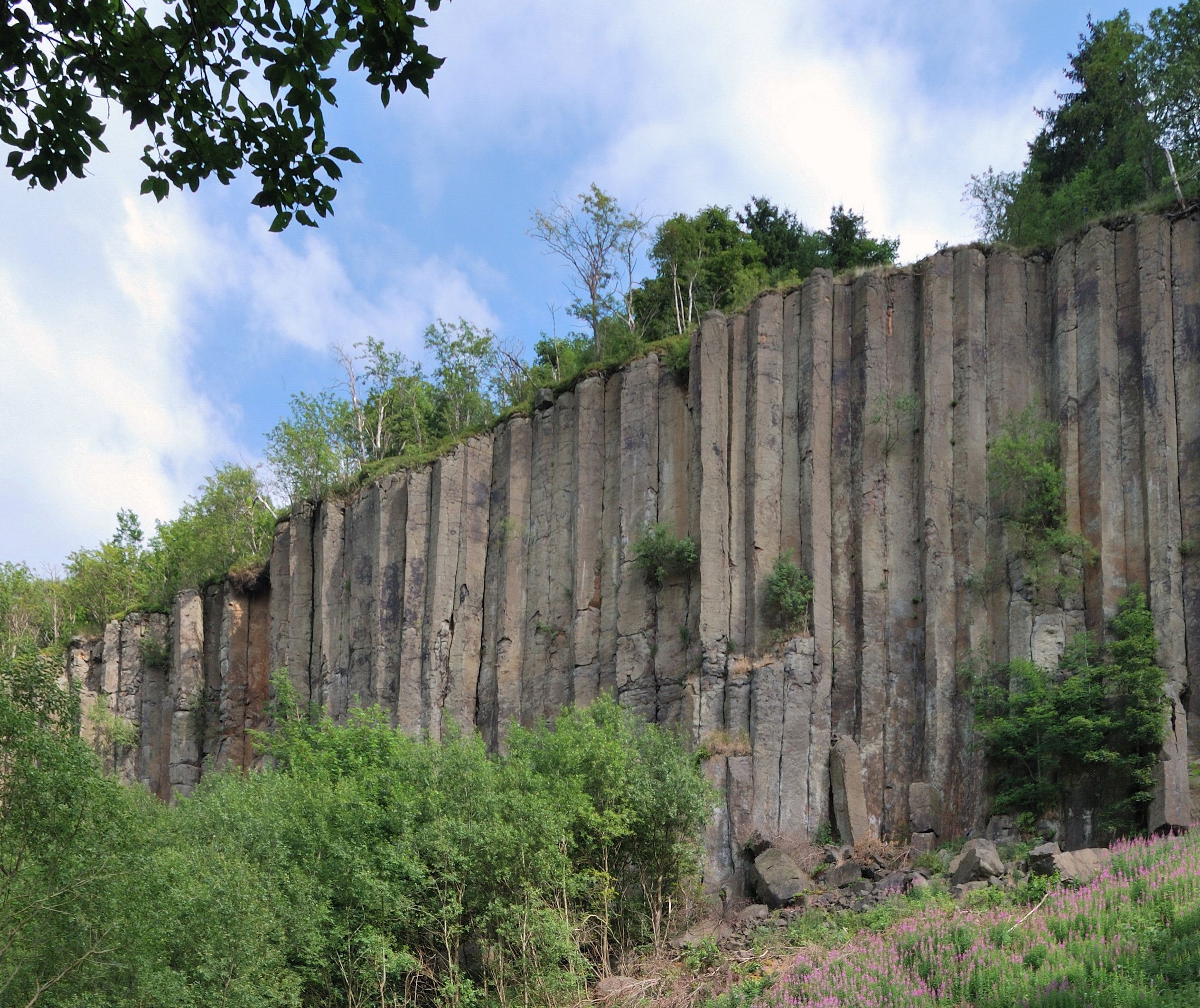
Orgues basaltiques de Scheibenberg.

Après la dérive septentrionale de l'Afrique-Arabie résultant de la fermeture de la Téthys occidentale, la collision de l'Afrique avec la côte sud de l'Europe provoqua, il y a 80 millions d'années, la surrection alpine. Ainsi, au cours de l'ère tertiaire, l'Europe centrale fut secouée non seulement par la formation des Alpes, mais aussi, plus au nord, par une reprise des mouvements tectoniques (tectonique de faille saxonne), provoquant une succession de plissements et d'étirements du versant nord du massif de Bohême. Les premiers plissements, entre 80 et 40 millions d'années (Crétacé supérieur–Éocène) n'eurent que peu d'effet, à l'exception relative de la faille de Karsdorf, sur le flanc oriental des monts Métallifères, soulèvement d'un décrochement de 300 m. Mais l'étirement qui suivit, entre 40 et 16 millions d'années (Éocène–Miocène), provoqua l'effondrement du graben de l'Eger tout en élevant les monts Métallifères. Si la dépression au nord du massif resta pratiquement épargnée par ce mouvement antagoniste, le flanc sud connut, lui, une surrection de 1 000 m. Cette phase s'est accompagnée du volcanisme intensif, principalement basaltique, du graben de l'Eger, qui connut un pic d'activité il y a entre 20 et 30 millions d'années. Ses effets se firent sentir jusqu'aux monts Métallifères : on retrouve aujourd'hui une succession de plateaux et d'affleurements de basalte, qui sont les vestiges de ces anciens volcans. Les manifestations de ce volcanisme ont été ponctuelles : le maar de Hammerunterwiesenthal, d'un diamètre de 2 km selon l'axe est-ouest, et de 1,4 km selon l'axe nord-sud, est apparu il y a 30 millions d'années. Au centre du massif, une lave liquide s'est déversée sur plusieurs kilomètres, comblant les vallées. Les couches de sédiments épaisses de 40 m, en aval des poches basaltiques, témoignent de la préexistence de fleuves, qui irriguaient la Bohême jusqu'aux bassins de lignite de la vallée Halle-Leipzig (vallée d'Altenburg-Zwickau). L'est des monts Métallifères était dominé par des dômes de lave.
Il s'ensuivit une nouvelle phase de plissement, entraînant un nouveau bouleversement il y a 15 millions d'années. L'accentuation du relief réactiva l'érosion. Dans le cas des basaltes, il se produisit une inversion du relief : les anciennes vallées comblées par les coulées basaltiques ont donné les crêtes montagneuses du Bärenstein, du Pöhlberg et du Scheibenberg. L'ultime phase de surrection remonte à 2 millions d'années, voire moins.

##### Quaternaire
Tout au long de la glaciation elstérienne, au Pleistocène, il y a 400 000 ans, l’inlandsis scandinave s'étendait jusqu'au pied des monts Métallifères : la ligne dite « de Feuerstein », qui marque l’avancée extrême de l’inlandsis de l’Elster, suit plus ou moins le versant nord du massif ; mais on retrouve des traces de la glaciation du Pléistocène dans les monts Métallifères, qui étaient traversés par le périglaciaire. Puis, au cours de la glaciation de Weichsel (entre 100 000 et 12 000 ans), la limite des glaciers ne s’avançait qu’à 100 km au nord du massif : l’érosion éolienne soutenue a déposé les calcaires désagrégés pour former une couche de lœss le long du flanc nord des monts Métallifères. L'action passée du permafrost se retrouve dans la structure périodique du relief et la présence de coins de glace.
Le lit actuel des fleuves ne s’est dessiné qu’au Quaternaire : ainsi, au Pléistocène, la Müglitz, le Weißeritz, le Lockwitzbach et la Mulde de Freiberg se déversaient dans un Osterzgebirgsfluss et non dans l’Elbe : ce fleuve, après s'être retiré du massif gréseux de l'Elbe, a pris un cours plus oriental. La fonte des glaciers a creusé de profondes vallées et laissé de larges terrasses alluviales de graviers.
Au début de l’interglaciaire actuel, ou Holocène, l'érosion des roches superficielles et des sédiments glaciaires s'est accélérée depuis 12 000 ans, pour former les sols actuels : selon les roches sous-jacentes, on trouve ainsi tantôt sols bruns (au-dessus des gneiss, surtout dans la moitié orientale du massif), tantôt des podzosols de limons argileux (au-dessus des micaschistes et des phyllites, au centre et à l'ouest du massif, et au-dessus des granites). L'arène est un produit d'érosion séparant les bancs de gneiss et de granite. Des tourbières ombrotrophes se sont formées sur quelques terrasses de la chaîne.

#### Minéralogie
Les monts Métallifères forment une composante du grand complexe cristallin qu'est le Massif de Bohême. Ils sont donc essentiellement constitués de roches métamorphiques et plutoniques. Dans la moitié occidentale du massif, les roches d'origine magmatique sont représentées par de gros blocs de granite, tandis que dans la moitié orientale, rhyolithes et quartz porphyrique dominent (notamment au Kahleberg). Pour ce qui est des roches métamorphiques, les phyllites et micaschistes dominent à l'ouest (outre les roches métamorphiques de contact des granites), et des gneiss à l'est. Le long de la ligne de crêtes, on retrouve des isolats basaltiques (au Plessberg ou Plešivec, au Scheibenberg, à Bärenstein (Saxe), Pöhlberg, au Großer Spitzberg, Jelení hora, Geisingberg), qui toutefois ne se rattachent pas au complexe cristallin, puisqu'ils se sont formés bien après les autres roches des monts Métallifères.

### Climat

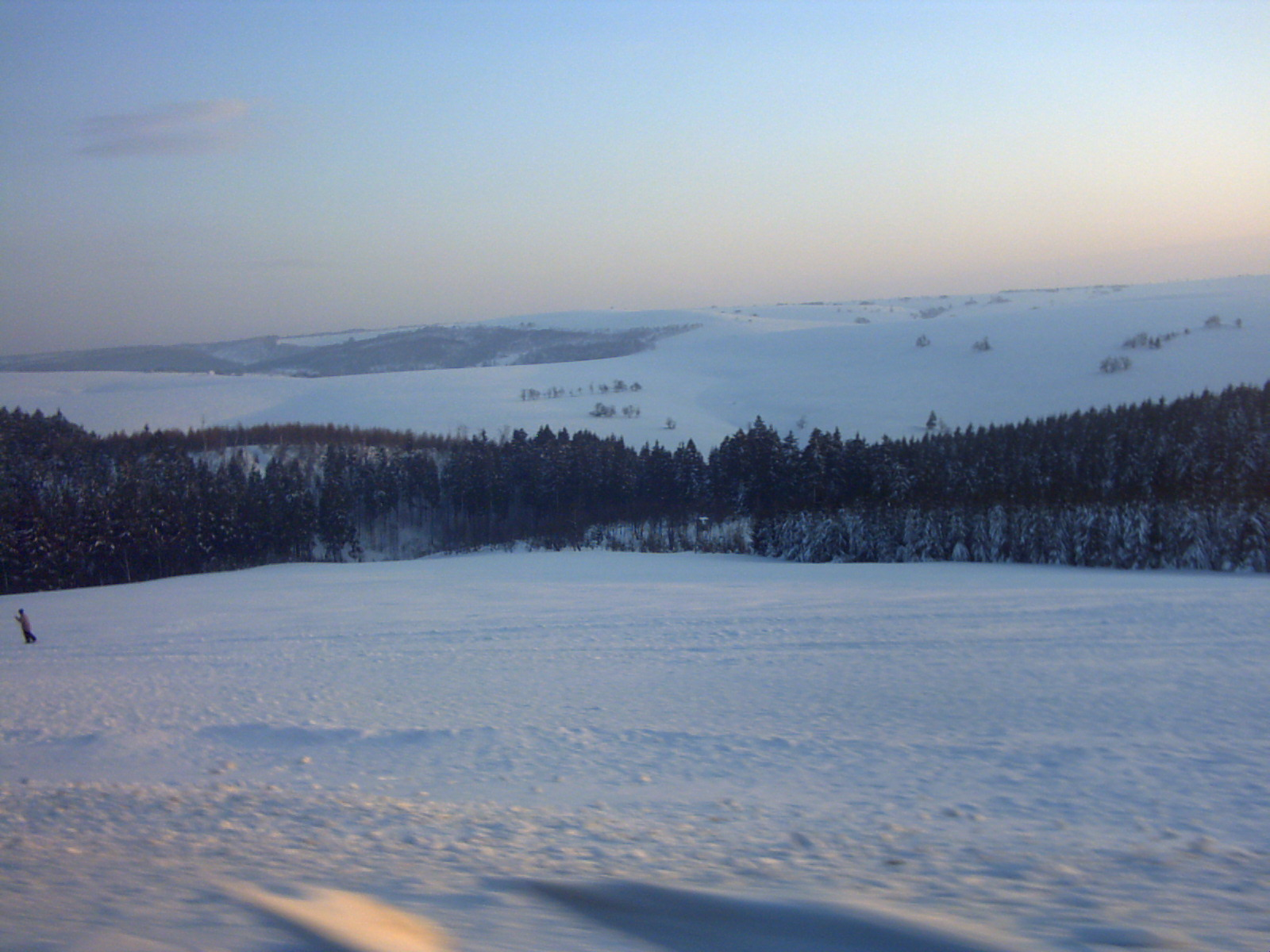
Altenberg en hiver.

Le climat des monts Métallifères est très rude. On appelle cette région par dérision la Sibérie saxonne ou bavaroise, selon le cas. « Il n’était pas rare qu’au cours de certains hivers le bétail gèle dans les étables et que des chutes de neige importantes en avril recouvrent des fermes. La population était souvent coupée du reste du monde. » (cité d’après Athenaum sive Universitas Boemo-Zinnwaldensis (1717) de Peter Schenk). Du fait de ces conditions, il existe près de Satzung (zone frontalière) une forêt naturelle de pins de montagne nains (Pinus mugo). Cette végétation ne se rencontre normalement dans les Alpes qu’entre 1 600 et 1 800 m d’altitude. On peut donc parler de climat alpin.
Le relief particulier (pente assez douce du nord-est au sud-est) reçoit toutes les précipitations de manière régulière et prolongée. La quantité d’eau mesurée est environ du double qu'en plaine et la couverture neigeuse peut être très importante jusqu’en avril. Lorsque le vent vient du sud-est (de Bohême) il peut provoquer un phénomène de foehn.

### Environnement
Ce massif montagneux, encore recouvert presque entièrement par la forêt à la fin du XIIe siècle, a été converti par les défrichements et l'exploitation minière en une région habitée. La densité de population y reste élevée jusqu'en altitude : la plus haute ville d'Allemagne, Oberwiesenthal, se trouve dans les monts Métallifères, et sa voisine tchèque, Boží Dar (« Don de Dieu »), est même la plus haute ville de toute l'Europe centrale. La forêt, exploitée depuis le XVIIIe siècle, ne forme un massif continu que sur les lignes de crêtes, balayées par les vents et inhospitalières. Les domaines forestiers des aristocrates ne suffisaient déjà plus à répondre à la demande en bois de chauffe et en bois d'œuvre pour les étaiements miniers. Le recours au charbon a quelque peu épargné la forêt. La dissémination de fumées et poussières industrielles était perceptible dès le XIXe siècle, mais les premiers signes de dépérissement forestier sont apparus au début des années 1960 dans la moitié orientale du massif, à Altenberg et dans les environs de Reitzenhain.

## Histoire

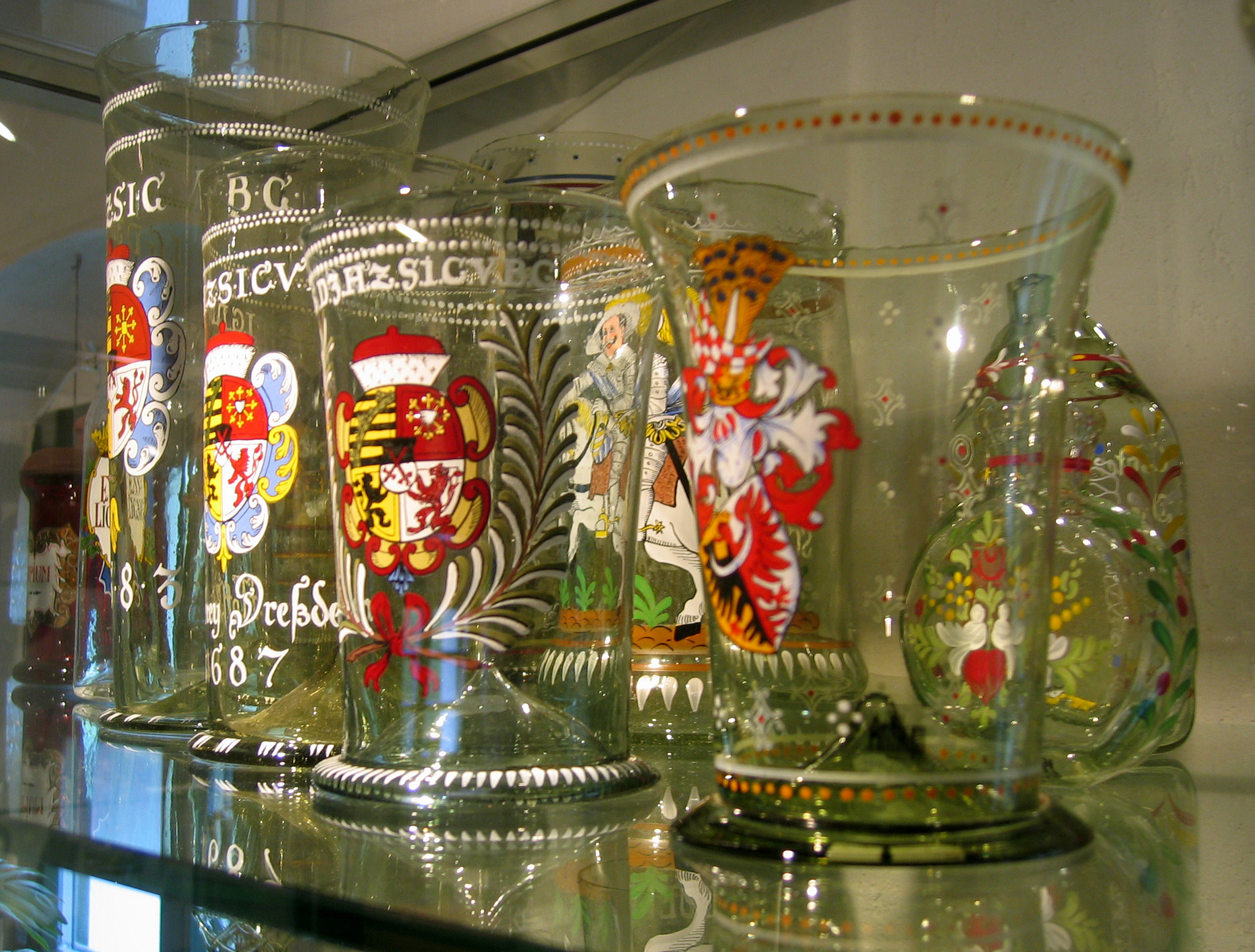
La cristallerie s'est développée dans les monts Métallifères au cours de la seconde moitié du XIIIe siècle. L'octroi de concessions minières devait provoquer son déclin.

Depuis les débuts de la colonisation humaine de ce massif, l'histoire des monts Métallifères a été intimement liée à l'industrie, et singulièrement l'industrie minière. Les recherches menées sur les récipients archéologiques en bronze montrent que le minerai d'étain était criblé dans les rivières de la chaîne montagneuse bien avant l'ère chrétienne.
La colonisation des monts Métallifères s'est longtemps confinée au versant tchèque. Le climat rude et la brièveté de l'été décourageaient toute agriculture pérenne. Soutenus par les souverains de la marche de Misnie et les seigneurs de Hrabischitz, des colons libres commencèrent à venir en grand nombre, dont de nombreux mineurs de la région du Harz. Ce mouvement a d'abord concerné le pied des montagnes, et s'est poursuivi le long des vallées en défrichant les denses forêts.
Cette première colonisation coïncida aussi avec la découverte de gisements de minerai d'étain sur le versant sud en Bohême. Au cours du XIIe siècle, l'installation de paysans au pied du versant nord des monts Métallifères a permis la découverte de filons d'argent et d'autres minerais, notamment en 1168 dans les environs de l'actuelle ville de  Freiberg. Simultanément, d'autres gisements commençaient à être exploités à Dippoldiswalde : cette période (Berggeschrey) est aujourd'hui considérée comme la première « fièvre minière ». On en découvrit bientôt plusieurs autres à Sadisdorf, Scharfenberg et sur le Treppenhauer. Des minerais de galène et de cuivre étaient mêlés aux filons d'argent. Vers la même époque, on découvrit de nouveaux filons d'étain au pied du versant méridional, en Bohême.

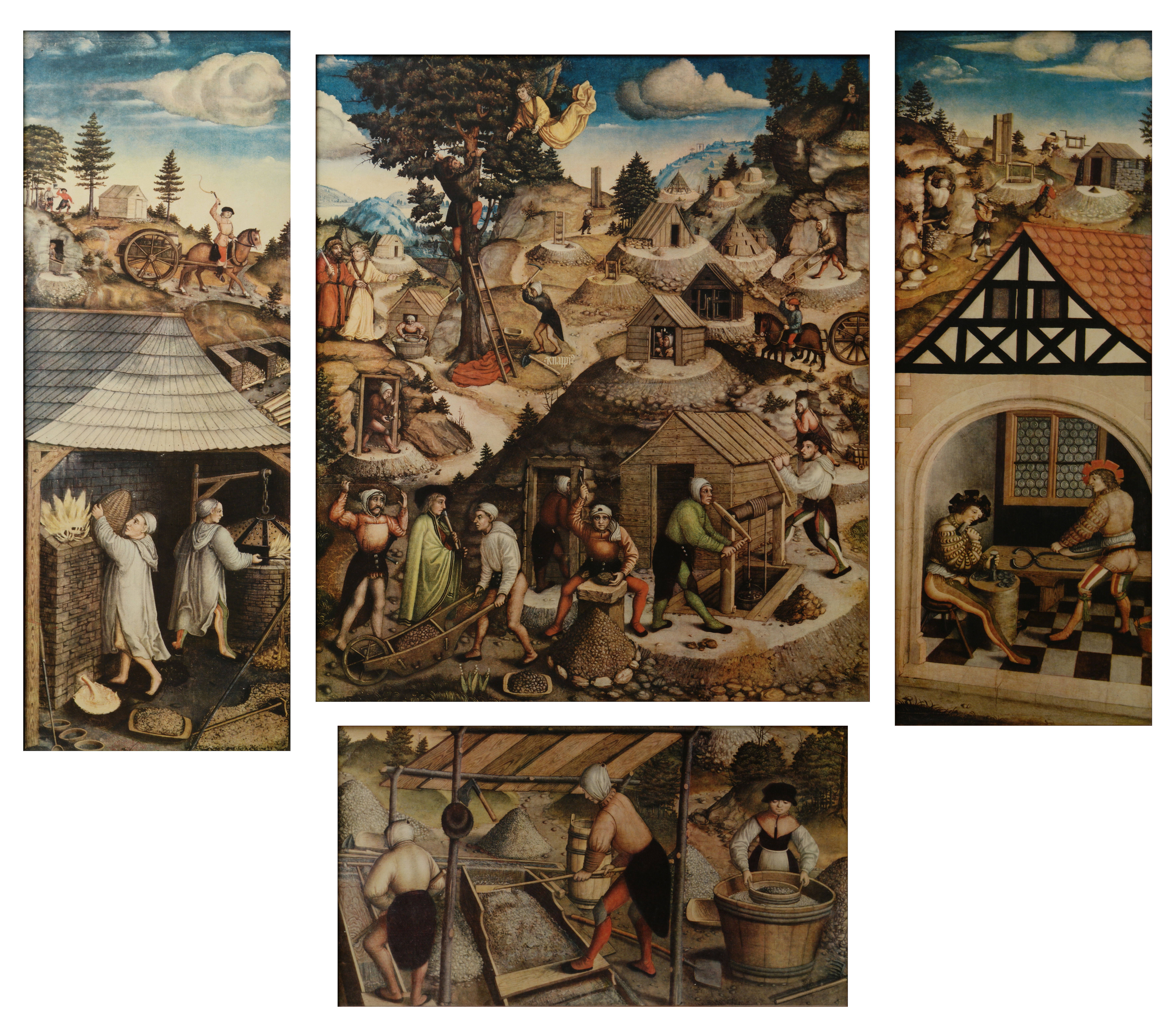
Triptyque de l'autel d'Annaberg attribué à Hans Hesse (1522), et rendant hommage aux mineurs.

Au XIIIe siècle, les défrichements, encore sporadiques, ne s'écartaient guerre de la route de Bohême (antiqua Bohemiae semita). La ville de Sayda, étape sur la route reliant la ville minière de Freiberg à Prague, via Einsiedl, Johnsdorf et Brüx, se trouvait à la croisée de la route du sel (l'antique Salzweg), reliant Halle à Prague par le col d'Oederan. Depuis la second moitié du XIIIe siècle, la manufacture de cristal y avait pris souche. La naissance de cette proto-industrie était favorisée par l'abondance du bois, résultant de l'extension des défrichements et de la colonisation. Ce sont les moines de l'abbaye de Waldsassen qui avaient amené la connaissance du procédé de fabrication. La plupart des cristalleries se sont établies dans la région de Moldava, à Brandov et Frauenbachtal. La plus ancienne cristallerie aurait été celle d'Ulmbach. Cette activité, très consommatrice en bois, a perdu de son importance avec le développement de l'industrie minière et de la métallurgie, .

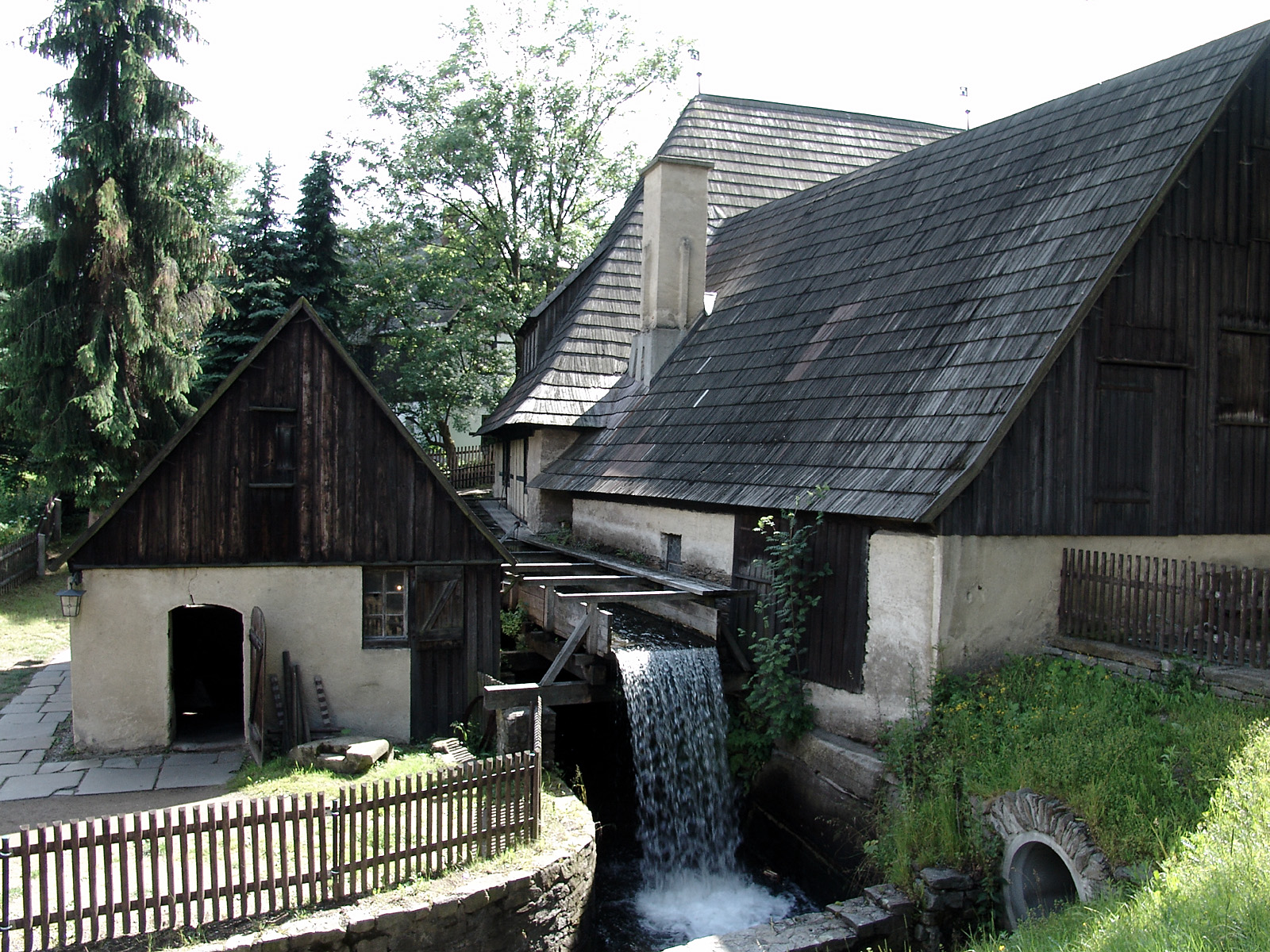
Le moulin Frohnauer Hammer permet de voir fonctionner les martinets.

C'est sans doute au début du XIVe siècle que la métallurgie s'est développée en Bohême : en témoigne un traité entre Boresch de Riesenburg et l'abbé Gerwig d'Osek, stipulant le partage des bénéfices tirés des mines. Les pépites d'étain (Graupen) étaient lavées au crible et ont laissé leur nom à la ville minière de Krupka en Bohême.
La poursuite de l'urbanisation des monts Métallifères au XVe siècle permit de découvrir de riches gisements à Schneeberg et Annaberg déclenchant une seconde fièvre minière. Au gré de la découverte des gisements, les nouveaux villages, au plan régulier, se sont multipliés jusqu'au milieu du XVe siècle à travers les monts Métalligères : ainsi St. Joachimsthal, Marienberg, Altenberg, Scheibenberg, Gottesgab (Boží Dar), Platten (Horní Blatná), Preßnitz (Přísečnice) et Frühbuß.
On n'exploitait alors que les minerais d'argent, de cuivre, de bismuth, de cobalt et d'étain. Les mines d'argent des monts Métallifères ont longtemps fait des princes de Saxe les princes les plus riches du Saint-Empire. Le succès de la monnaie d'argent explique l'expansion économique rapide de la région. Le gros, frappé en Misnie et à Prague, s'est imposé comme la première monnaie universelle des pays germanophones. Les premiers florins d'argent, en parité avec le florin rhénan, ont été frappés au début du XVIe siècle à Annaberg, et les premiers thalers, à Joachimsthal à partir de 1519 : la fin des guerres hussites avait permis à la Bohême de renouer avec la croissance économique.

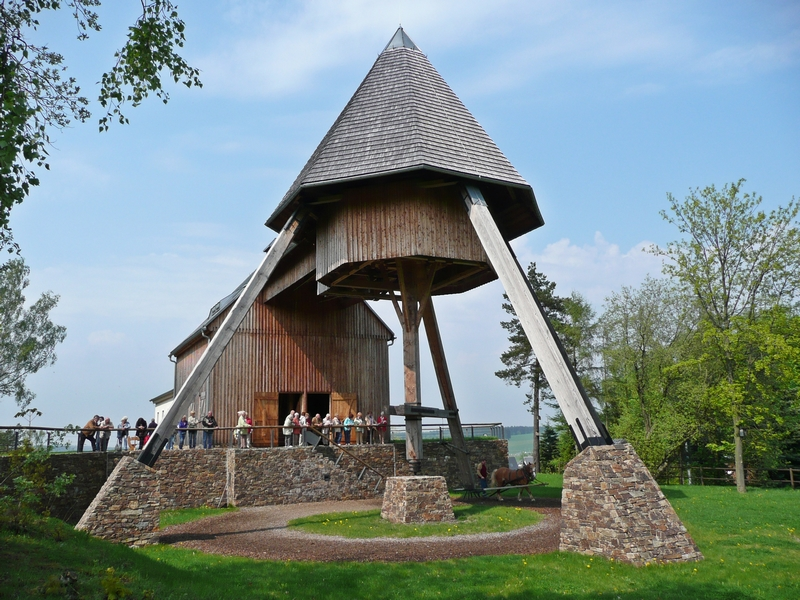
Reconstitution d'un manège à chevaux au puits Rodolphe à Lauta.

Au XVIe siècle, les monts Métallifères formaient le plus gros bassin minier d'Europe centrale. Les nouveaux gisements attiraient chaque fois davantage d'aventuriers et d'ouvriers, faisant exploser la population, non seulement en Saxe, mais aussi en Bohême, où l'afflux de travailleurs, principalement allemands, faisait grossir les villages des vallées et les villes du piémont.
Sous le règne de l’empereur Ferdinand II, la mise en application de la Contre-Réforme, contrecoup de la bataille de la Montagne Blanche et de la mise au pas des parlements de Bohême, se maintint jusque dans les années 1730. La majorité des protestants de Bohême émigra à cette époque vers l'électorat de Saxe. Ce mouvement s'accompagna de la désertification de nombreux villages de montagne, tandis qu'en Saxe, les princes autorisaient les nouveaux arrivés à fonder de nouvelles villes, comme Johanngeorgenstadt.

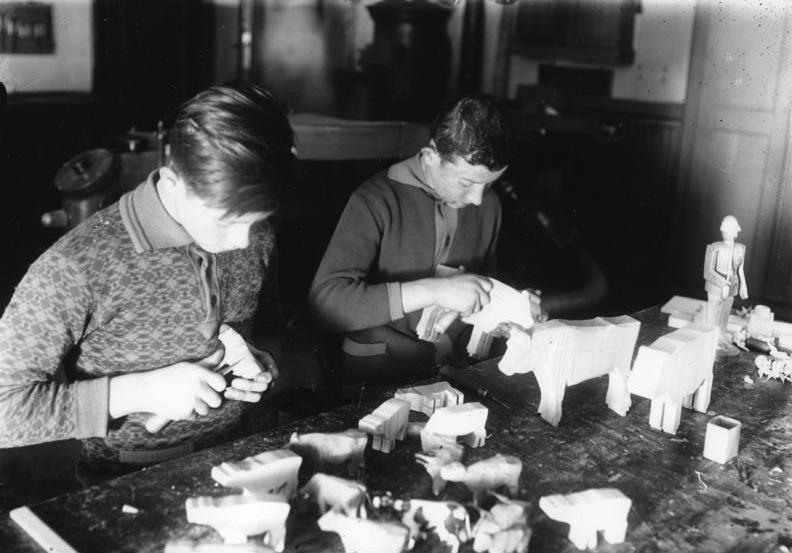
L'abandon de l'activité minière a été contrebalancé par une reconversion dans l'industrie du jouet et la menuiserie.

Mais l'activité minière connut un important recul au début du XVIIe siècle du fait de la guerre de Trente Ans. Les déplacements de population et le manque de nouveaux gisements appelaient à une reconversion de la main d'œuvre ; mais l'agriculture offrait peu de perspectives, et le bûcheronnage avait perdu une grande partie de ses débouchés avec le tarissement des puits. Il y avait cependant déjà de nombreuses familles de tisserands mais, cette activité ne permettant pas la subsistance, la menuiserie et la fabrication de jouets en bois se développa, surtout dans l'est. Par un décret de 1560 de l’électeur Auguste (Holzordnung), il était interdit aux sujets d'acheter le bois en Bohême : les mines et les forges de Freiberg n'utilisaient plus que du bois du versant saxon. Le flottage de bois est à l'origine de l'aménagement du canal de Neugrabenflöße le long de la Flöha. Mais le recul de l'activité industrielle entraîna l'émigration de la main d'oeuvre vers le reste des Etats allemands ou la Bohême.

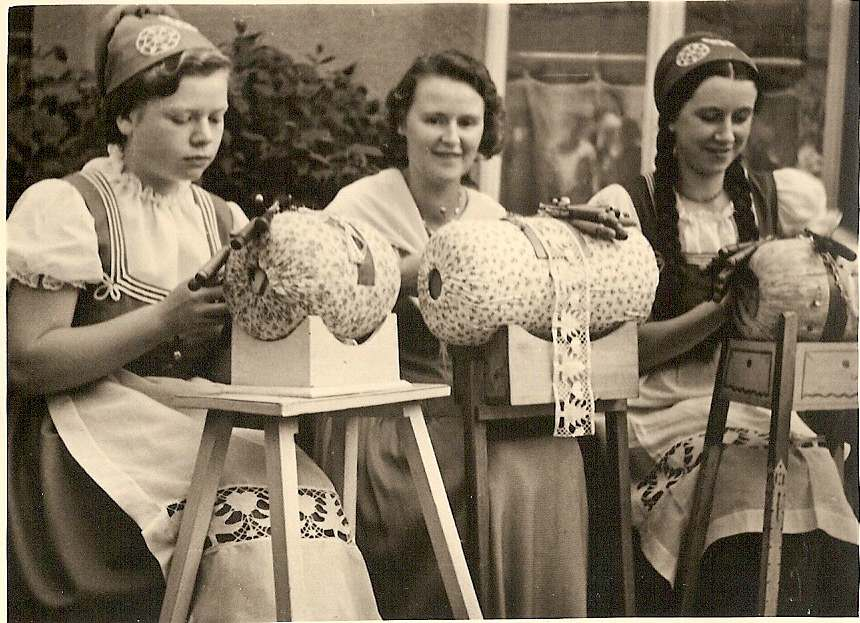
Le déclin des activités minières entraîna une reconversion vers la dentelle et la passementerie.

La découverte de la teinture au bleu de cobalt, au début du XVIe siècle, marqua un regain d'activité pour les mines du Schneeberg, puis celles d'Annaberg, du Marienberg et, à un degré moindre, de quelques puits côté Bohême. Longtemps, l'élaboration du pigment tiré du minerai de cobalt fut gardé secrète : ce pigment demeura un monopole mondial de la région pendant trois siècles. Et pendant un siècle et demi, la mine Weißerden de St. Andreas sur l'Aue fournit exclusivement le kaolin de la manufacture de porcelaine en Misnie. En vertu d'un décret du prince électeur, son exportation était punie des peines les plus graves.

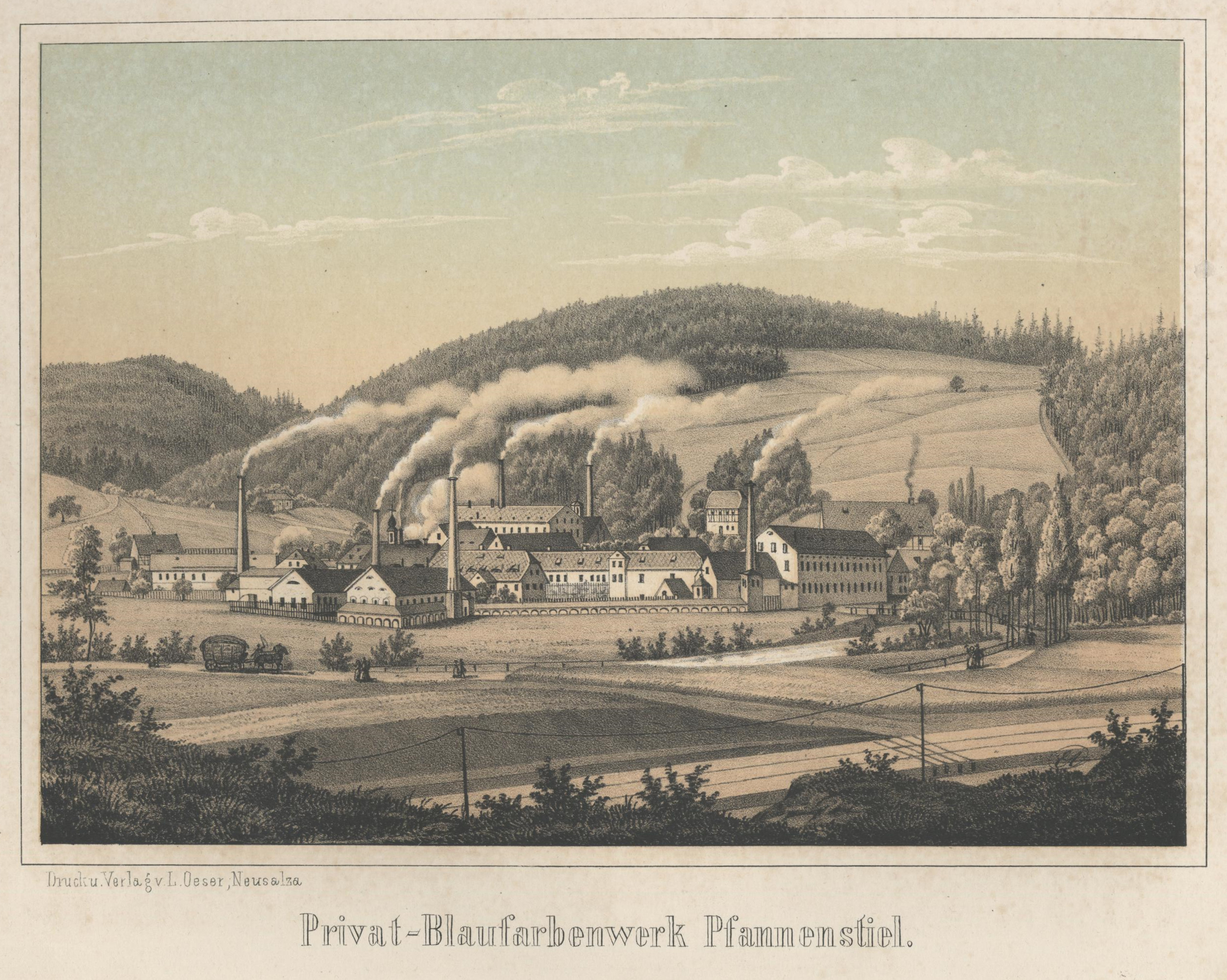
Le premier grand moulin à foulon de Saxe (1635), à Niederpfannenstiel, marque les débuts de la teinturerie.

Après les désastres de la guerre de Sept Ans, la Saxe électorale entrepit une politique de redressement économique, désignée dans l'histoire allemande comme le « Rétablissement » (en français). Des quelque 150 créations de manufactures entreprises jusqu'en 1800, neuf des plus importantes virent le jour entre la Mulde de Zwickau et la Mulde de Freiberg, car elles dépendaient de l'énergie hydraulique, et se concentraient donc le long des fleuves et rivières et de leurs arrière-pays. La filature de la laine a joué un rôle éminent dans la période précédent la révolution industrielle en Saxe, et l'invention, en 1780, d'une cardeuse à rouleau par un tisserand de Zschopau, Johann Gottlieb Pfaff, a représenté un bond qualitatif spectaculaire. Par la suite, les filatures se concentrèrent autour de Chemnitz.
C'est à Chemnitz-Harthau, qu'un fabricant de machines britannique, Evan Evans, introduisit les machines à tisser motorisées : il fit de la filature Bernhardt la plus grande usine mécanisée de son temps. En 1806, il ouvrit à Dittersdorf un atelier de machines à tisser, transféré en 1809 à Geyer. L'usage de ces machines se répandit rapidement à travers les monts Métallifères et le Vogtland. En 1812, il établit dans la ville voisine de Siebenhöfen sa propre filature, la première entièrement manœuvrée par des roues hydrauliques. La mécanisation des usines était lancée, pour ne plus s'arrêter. En 1818, l'usine de Johann Jacob Bodemer à Zschopau s'équipe du premier métier à tisser la laine mécanique, mû par un manège à chevaux. En métallurgie, le principal progrès consiste dans l'abandon des martinets aux laminoirs. La première machine de ce type a été installée entre 1812 et 1816 à la coutellerie de Rodewisch, et équipera par la suite toutes les forges des monts Métallifères. C'est ainsi que l'usine de fer blanc est inaugurée en 1823 à Pfeilhammer.

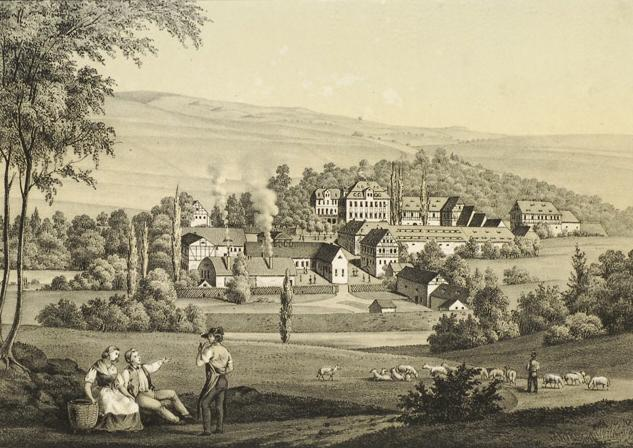
L'usine de fer blanc de Pfeilhammer (1823) illustre les progrès de la mécanisation en métallurgie.

Vers la fin du XIXe siècle, l'exploitation minière était à bout de souffle. Les coûts d'exhaure sans cesse croissants menèrent dès le milieu du XIXe siècle à un ralentissement des investissements, en dépit du percement de  galeries de mine plus profondes, et de canaux de décharge pour évacuer les eaux pompées (canal du bassin de Freiberg, canal de Reitzenhain). 
Côté saxon, l'extraction d’uranium au temps de la RDA par la société Wismut a entraîné la contamination d’une région de 40 km2. Depuis leur fermeture, les mines d’uranium font l’objet de travaux de dépollution qui n’empêchent pas un taux particulièrement élevé de cancers[réf. nécessaire].
Aujourd’hui, ces montagnes sont devenues surtout des lieux touristiques de sports d’hiver. Les activités minières ont cessé avec l'épuisement des gisements. La « région minière Erzgebirge/Krušnohoří » est inscrite sur la liste du patrimoine mondial de l'UNESCO le 6 juillet 2019.